# Keita Omar Barrou
Keita Omar Barrou   (Bamako, 8 d'abril de 1934 - Niça, 25 de juny de 2015), anomenat Papa Barrou, fou un futbolista malià de la dècada de 1960.
Destacà a diversos clubs francesos, entre ells OGC Nice, Le Havre AC i AS Cannes.